# بخش استوک (شهرستان هریسون، اوهایو)
بخش استوک (به انگلیسی: Stock Township) یک منطقهٔ مسکونی در ایالات متحده آمریکا است که در شهرستان هریسون، اوهایو واقع شده‌است.
 بخش استوک ۶۶٫۸ کیلومتر مربع مساحت و ۴۷۸ نفر جمعیت دارد و ۳۲۰ متر بالاتر از سطح دریا واقع شده‌است.